# Schizocosa crassipalpata
Schizocosa crassipalpata este o specie de păianjeni din genul Schizocosa, familia Lycosidae, descrisă de Roewer, 1951. Conform Catalogue of Life specia Schizocosa crassipalpata nu are subspecii cunoscute.